# Blücher (1937)
«Блюхер» — второй тяжёлый крейсер типа «Адмирал Хиппер». Первой и единственной боевой операцией крейсера стало вторжение в Норвегию в апреле 1940 года. При попытке прорваться к столице Норвегии через Осло-фьорд корабль был потоплен артогнём и торпедами форта Оскарсборг.

## Проектирование и постройка
Тяжёлый крейсер, получивший литерное обозначение G и условное название «Ersatz Berlin» (нем. замена крейсера «Берлин») был заложен на стапеле завода Блом и Фосс в Гамбурге 15 августа 1936 года. 8 июня 1937 года спущен на воду и получил своё имя в честь прусского фельдмаршала Гебхарда Леберехта фон Блюхера. Прежде в германском флоте это имя носил броненосный крейсер «Блюхер», погибший в сражении с британской эскадрой линейных крейсеров в сражении на Доггер-Банке в 1915 году.
В связи с рядом изменений, вносившихся в проект уже в процессе постройки, вступление крейсера в строй несколько задержалось.
20 сентября 1939 года «Блюхер» официально был принят в состав Кригсмарине (первым командиром стал капитан цур зее Генрих Фольдаг). Однако до полной готовности корабля было ещё далеко, исправление многочисленных неполадок и дефектов заняло время до 27 ноября, когда крейсер отправился на испытания механической установки в район Готенхафена. Из-за суровых условий зимы 1939—1940 корабль так и не прошёл должного курса боевой подготовки экипажа и всесторонних испытаний и не мог считаться полностью боеготовой единицей к весне 1940 года, когда ОКМ запланировало его участие в операции по захвату Норвегии.

## Операция «Weserübung»
Крейсер был назначен в состав группы по захвату норвежской столицы — Осло под командованием контр-адмирала Кумметца, перешедшего со штабом на «Блюхер». Отправной точкой операции был порт Свинемюнде. На борт погрузились 830 военнослужащих, в том числе около 200 сотрудников различных штабов, в том числе и два генерала — Энгельбрехт и Штуссман. Внутренние помещения и палуба крейсера были загромождены боеприпасами для десанта и прочими пожароопасными предметами. Общая стесненность на перегруженном людьми корабле, наличие большого количества посторонних ухудшали и без того невысокую боеспособность «Блюхера».
По пути в Осло корабли были дважды замечены британскими подводными лодками (HMS Triton и HMS Sunfish). Первой удалось выйти в атаку на крейсер, однако тот благополучно уклонился от торпед. В ночь с 7 на 8 апреля эскадра (в которую, помимо «Блюхера», также входили лёгкий крейсер «Эмден», тяжёлый крейсер «Лютцов» и миноносцы), вошла в Осло-фьорд. При входе во фьорд эскадра была замечена норвежским патрульным кораблём, быстро подбитым миноносцем «Альбатрос».

### Гибель корабля
При движении через Осло-фьорд наиболее опасными для германской эскадры являлись узости, где располагались норвежские береговые батареи. Благополучно миновав проход между островами Болерне и Раной, охранявший вход во фьорд и подходы к главной военно-морской базе Норвегии Хортену и высадив часть десанта для захвата Хортена, корабли двинулись дальше. В проходе Дрёбак и близ острова Кахольм эскадра попала под огонь форта Оскарсборг, имевшего артиллерию главного калибра 11" (280 мм). Получив свыше 20 попаданий 280-мм и 150-мм снарядами, крейсер был серьёзно повреждён. Выход из строя руля из-за удара заставил корабль двигаться еще медленнее. Несмотря на это, корабль продолжил движение, когда в 5:20 последовали два подводных взрыва от двух торпед, выпущенных с торпедной батареи «Кахольмен», расположенной в 500 метрах севернее главной батареи крепости.

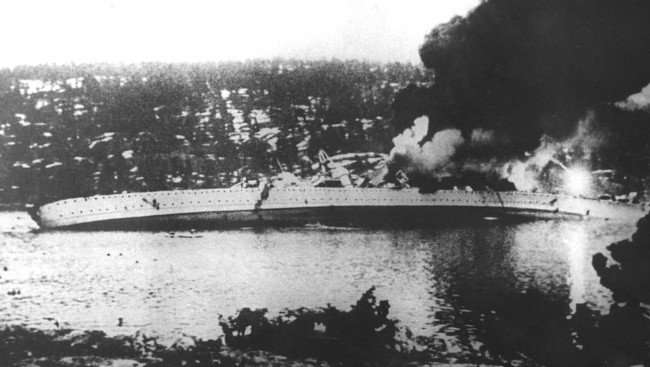
«Блюхер», тонущий в Осло-фьорде, 9 апреля 1940

В результате разрушающего действия снарядов, торпедных попаданий, а также непрекращающейся детонации боеприпасов на борту крейсера, на корабле возник пожар в средней части корпуса, гремели взрывы, от подводных пробоин постепенно увеличивался крен. Корабль потерял ход, а после серьёзного взрыва в погребе 105-мм боеприпасов распространение воды по отсекам стало неконтролируемым, резко увеличивая крен. Около 7 часов командир приказал покинуть корабль. В 7:22 «Блюхер» перевернулся и стал медленно погружаться в воду носом вперёд восточнее архипелага Асхолмене. Крейсер затонул на глубине 70 метров; после его погружения раздалось несколько подводных взрывов.
Точные данные о количестве погибших и раненых при гибели крейсера отсутствуют. По германским данным, погибло 125 членов экипажа и 122 участника десанта. Удалось спастись 38 офицерам корабля, 985 матросам и 538 солдатам и офицерам армии, в том числе обоим генералам. 
Потеря «Блюхера» задержала взятие Осло. Норвежский король Хокон VII и его правительство смогли эвакуироваться в Великобританию вместе с золотым запасом страны, откуда продолжили борьбу за освобождение своей страны.
Капитан 1-го ранга Фольдаг тяжело переживал гибель своего корабля. Он погиб всего через несколько дней, 16 апреля, в авиакатастрофе над Осло-Фьордом.
Затонувший корабль все еще находится на глубине 90 метров в Осло-фьорде. Эпизод гибели тяжёлого крейсера «Блюхер» отражён в норвежско—ирландском фильме 2016 года «Выбор короля». 